# Tifoseria del Parma Calcio 1913

In questa voce sono riportate informazioni relative alla storia ed evoluzione della tifoseria del Parma Calcio 1913, società calcistica italiana con sede a Parma.

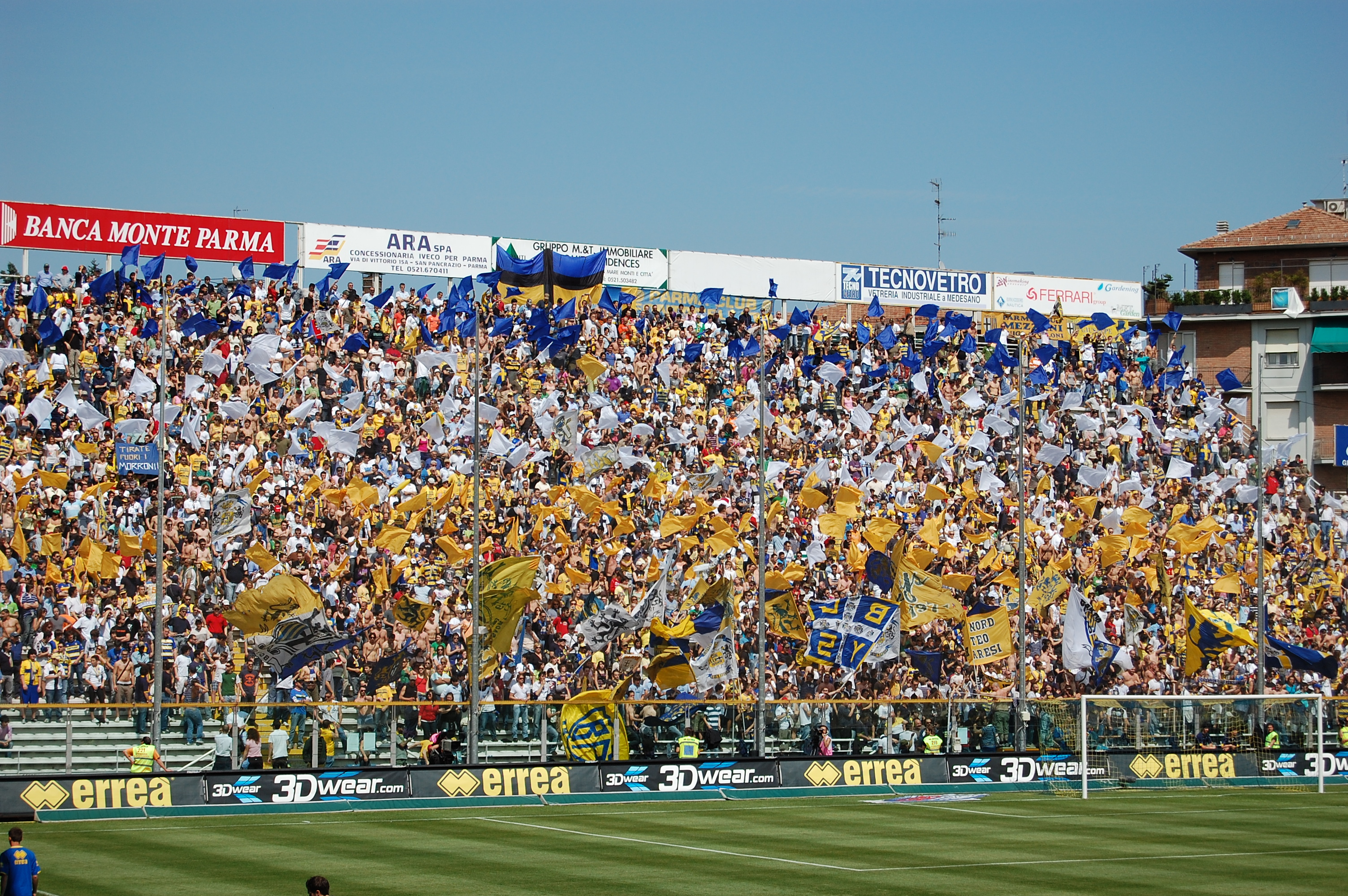
Sostenitori gialloblù gremiscono la curva Nord del Tardini, 2009 circa.

## Contesto
Allo stadio Ennio Tardini gli ultras e i sostenitori più caldi del tifo gialloblù occupano la curva Nord; questa è intitolata dal 4 maggio 2008 a Matteo Bagnaresi, membro dei Boys deceduto il precedente 30 marzo in un autogrill sull'autostrada A21, mentre si recava a Torino per assistere a una gara contro la Juventus, durante un assalto degli ultras crociati a un pullman di tifosi bianconeri.

## Composizione demografica
Pur essendo una squadra di provincia vanta ugualmente numerosi tifosi in tutta Italia.

## Spettatori
Secondo un'indagine condotta e pubblicata annualmente da due società specializzate in sondaggi e ricerche di mercato, la StageUp e la Ipsos, nella stagione 2020-2021 la squadra poteva contare su un seguito stimato in circa 138 000 tifosi, un dato allora in netta crescita rispetto alla rilevazione della stagione precedente.

## Fan club
La tifoseria del Parma è composta da varie associazioni: il Centro di Coordinamento dei Parma Club (che riunisce la maggior parte dei club) e l'Associazione Petitot. 

## Tifoseria organizzata

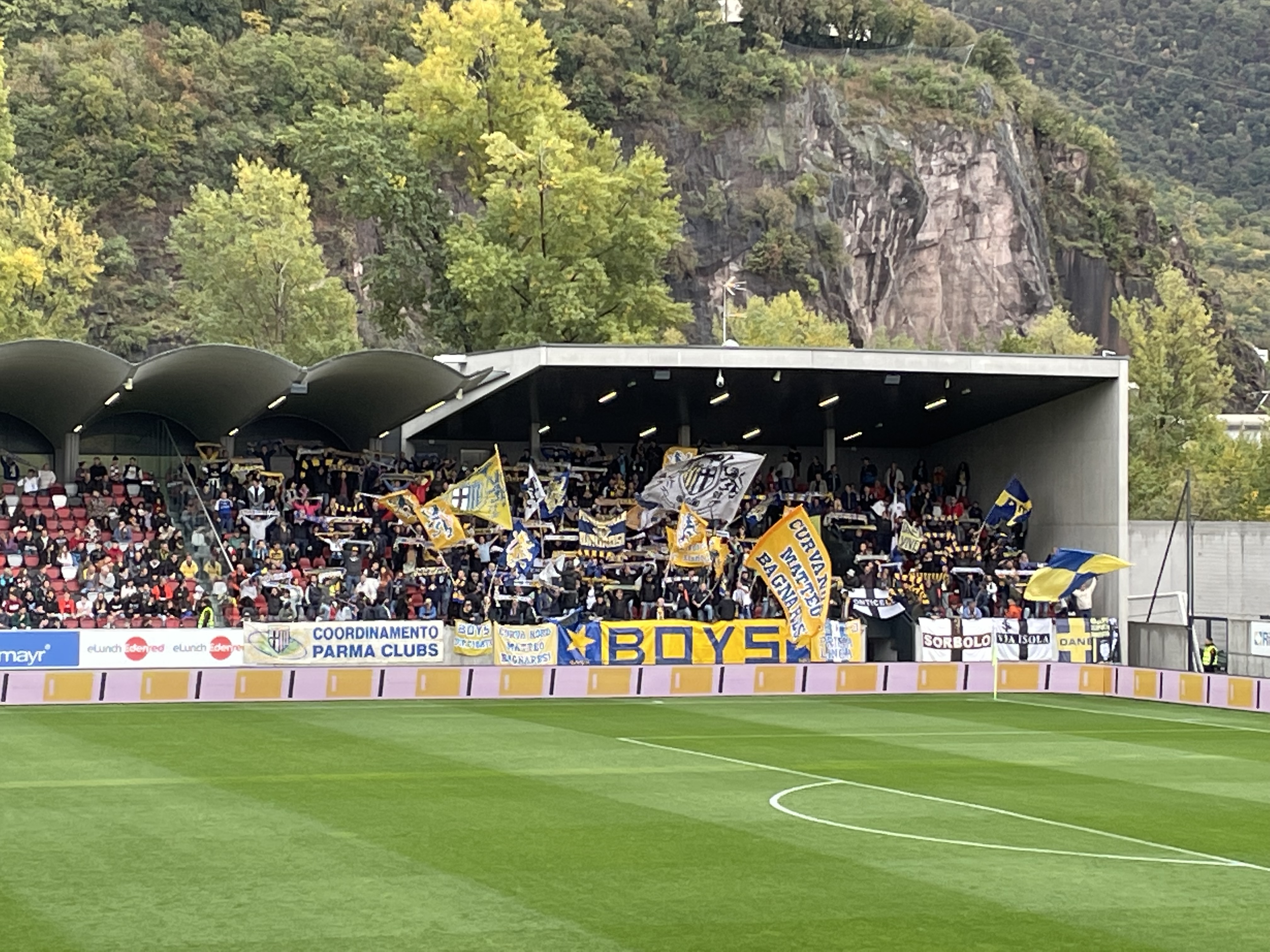

Il gruppo ultras locale è denominato Boys Parma 1977, fondato nel summenzionato anno.

## Gemellaggi e rivalità

### Gemellaggi
| - Empoli (dal 1984) - Sampdoria (dal 1990) - Bordeaux (dal 1998) |

### Amicizie
| - Catania (dal 2016) - Rapid Vienna (dal 2016) - Bari |

La tifoseria gialloblù presenta un gemellaggio con gli ultras di Sampdoria, Empoli e amicizia con quelli di Catania e Bari, mentre in campo europeo sussiste un gemellaggio con i tifosi del Bordeaux e amicizia con i Tornados, seguaci del Rapid Vienna. Con il Cesena è stato in essere un gemellaggio dalla metà degli anni 1980 ai primi anni 1990; altri gemellaggi passati sono avvenuti con Modena, Piacenza, Spezia (queste poi trasformatesi in rivalità) e Verona.

### Rivalità
Le rivalità maggiori si hanno con Reggiana (con la quale disputa il derby dell'Enza), Juventus, Bologna (con il quale disputa il derby dell'Emilia), Genoa, Carrarese, Cremonese, L.R. Vicenza e Torino.